# Steropleurus cockerelli
Steropleurus cockerelli är en insektsart som först beskrevs av Boris Petrovich Uvarov 1930.  Steropleurus cockerelli ingår i släktet Steropleurus och familjen vårtbitare.

## Underarter
Arten delas in i följande underarter:
- S. c. cockerelli
- S. c. timhaditensis